# Базельская программа

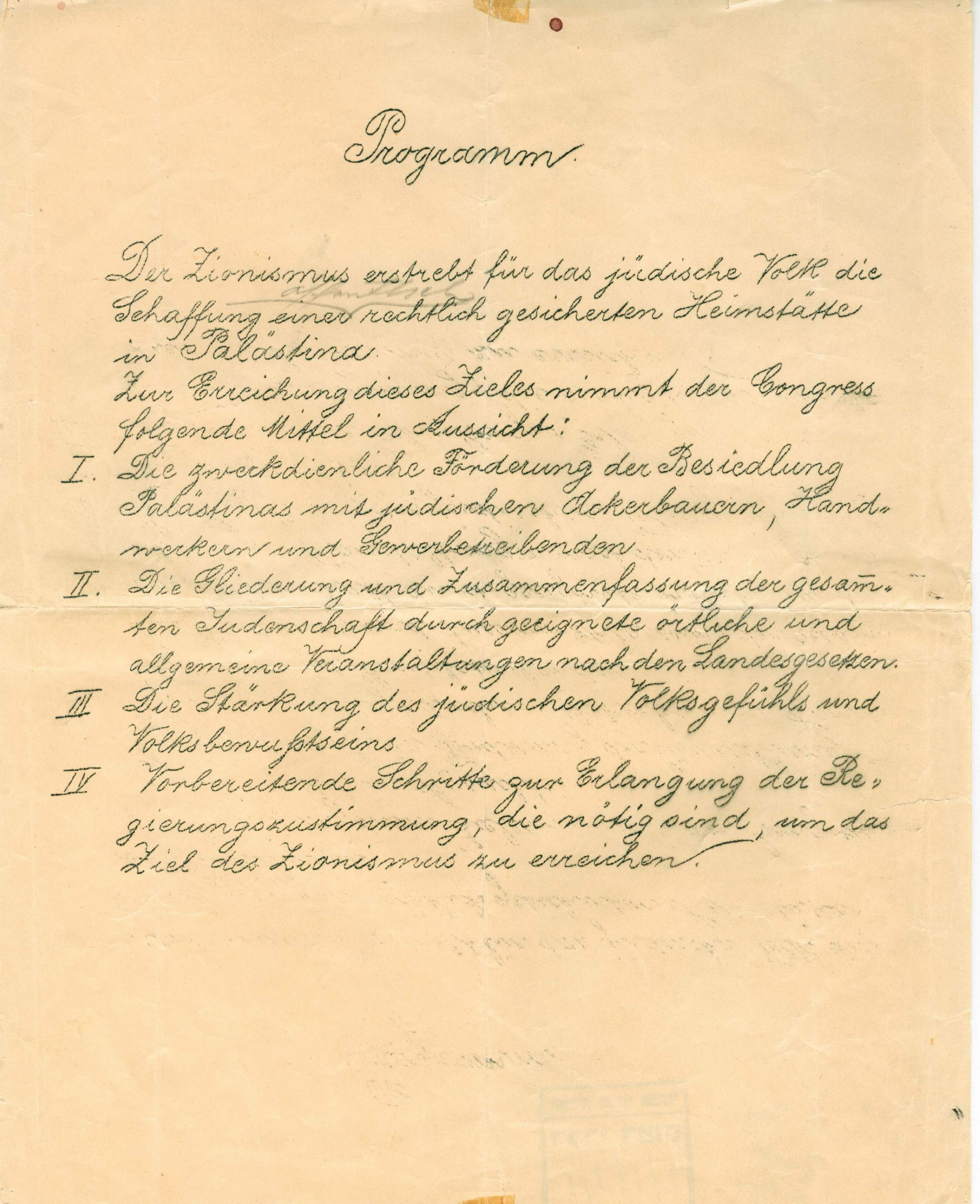
Фото оригинала «Базельской программы».

Ба́зельская програ́мма была принята на первом сионистском конгрессе, который состоялся в Швейцарии, в городе Базеле (отсюда и название), в августе 1897 года по инициативе Т. Герцля.
Базельская программа сформулировала цель сионистского движения. Это первая официальная программа Сионистской организации. За ней последовала Гельсингфорсская программа (1906 год) и Билтморская программа (май 1942 года).

## Разработка программы
Выработка программы была поручена комиссии из семи членов. Председателем и докладчиком был назначен Макс Нордау.
Некоторые вопросы вызывали жаркие споры. В первоначальном варианте было написано: «Сионизм стремится создать для еврейского народа обеспеченное законом (нем. rechtlich gesicherte) убежище в Палестине». Слова «обеспеченное законом» вызвали возражения, многие находили это выражение неясным и не определяющим политического характера сионизма. От имени оппозиции делегаты Фабиус Шах и Лев Моцкин указывали на необходимость открытого заявления о международных гарантиях для будущего национального еврейского государства.
Примирительное предложение внёс Герцль: вместо формулировки «законом обеспеченное» или «гарантированное международным соглашением» он предложил слова «обеспеченное публичным правом» (нем. öffentlich rechtlich). После присоединения к предложению Герцля сторонников обеих крайних формулировок Базельская программа была единогласно одобрена конгрессом.

## Идеи
Главной идеей Базельской программы было «создание национального дома на земле Израиля». Достижение этой цели объявлялось возможным благодаря:
1. поселению в Палестине сельскохозяйственных рабочих и представителей технических профессий;
2. организации еврейского движения и усилению его созданием местных организаций в разных странах;
3. усилению национальных чувств еврейского народа;
4. проведению мероприятий, разъясняющих правительствам европейских государств важность создания еврейского государства.

На конгрессе в Базеле был утвержден израильский флаг.

## Последующие программы

### Гельсингфорсская программа
«Гельсингфорсская программа» — совокупность резолюций 3-й Всероссийской конференции сионистов в Гельсингфорсе (Хельсинки, 1906 год), составившая план сионистской деятельности после революции 1905 года. Конференция обсуждала положение евреев в Российской империи, задачи сионизма после смерти Т. Герцля и Угандскую программу. Конференция сформулировала идею «синтетического сионизма»: синтез политической деятельности с практической работой в Эрец-Исраэль (главным образом, поселенческое движение).

### Билтморская программа
Билтморская программа — заявление всемирной Сионистской организации во время Второй мировой войны (май 1942 года). В нём сказано, что режим британского мандата не может больше способствовать достижению целей сионизма. В качестве следующего шага предлагалось создать еврейское государство в Эрец-Исраэль и передать полномочия британских властей Еврейскому агентству.

### После создания Израиля
Базельская программа до 1948 года была базой сионистской деятельности и оставалась в силе более пятидесяти лет в качестве основной программы сионистского движения. После создания государства Израиль в 1948 году возникла необходимость привести сионистскую программу в соответствие с новым положением. 23-й Сионистский конгресс, который прошел в 1951 году в Иерусалиме, опубликовал декларацию, ставшую известной под названием «Иерусалимская программа».
Она объявляет новые задачи сионизма: «укрепление Государства Израиль, собирание изгнанников в Эрец-Исраэль и забота о единстве еврейского народа». После Шестидневной войны 1967 года всё чаще стали раздаваться голоса в пользу пересмотра Иерусалимской программы. Это осуществил 27-й Сионистский конгресс, который прошёл в Иерусалиме в 1968 году. Новая программа включает положения о репатриации евреев из всех стран, о еврейском образовании и изучении иврита, и подчеркивает решающее значение Государства Израиль в жизни всего еврейского народа.